# رودولف باير
رودولف باير (بالألمانية: Rudolf Bayer) (من مواليد 7 مايو 1939) وهو عالم حاسوب ألماني.
يشغل رودولف باير منصب أستاذ فخري في المعلوماتية في جامعة ميونخ التقنية حيث كان يعمل منذ عام 1972. وهو معروف باختراعه لفرز البيانات الذي يتكون من ثلاثة أجزاء: بي - تري (مع إدوارد) ويو بي - تري (مع فولكر ماركل).
حصل باير على جائزة ACM SIGMOD في رابطة مكائن الحوسبة لعام 2001. وفي عام 2005 تم انتخابه كزميل في مجتمع علوم الكمبيوتر.